# Chronologie du Vietnam
Pour un article plus général, voir Histoire du Vietnam.
Cette page présente une brève Chronologie du Vietnam.
- 2879–258 av. J.-C. : dynastie légendaire des Hùng, régnant sur le Van Lang ;
- 257–208 av. J.-C. : royaume de Âu Lac ;
- 208 av. J.-C. : fondation par le général chinois de l'État de Zhao, Zhao Tuo du Nam Viêt (« pays des Viêts du Sud ») ;
- 111 av. J.-C. : invasion du Nam Viêt par les Han (Chinois) ;
- IIe siècle : fondation du royaume du Champâ en Annam, dans la région de Hué ;
- 446 : invasion du Champâ par les Chinois ;
- 679–868 : protectorat chinois d'Annam ;
- 938-939 : révolte de Ngô Quyên (victoire navale du Bach Dang), qui fonde un État indépendant, dont il se proclame empereur ;
- 965 : insurrection des Douze Seigneurs, qui se proclament indépendants ;
- 968 : victoire de Đinh Bô Linh sur les Douze Seigneurs et fondation de l’empire unifié du Đại Cồ Việt ;
- 979 : assassinat de Đinh Bô Linh ; attaque de Hoà Lu, la capitale, par les troupes du Champâ menées par Ngô Nhât Khanh, l’un des Douze Seigneurs ;
- 980–1009 : dynastie des Lê antérieurs au Đai Cô Viêt ;
- 981 : victoire de l’empereur viêt Lê Đai Hành sur la Chine des Song ;
- 982 : destruction par Lê Đai Hành d’Indrapura, capitale du Champâ ;
- 983 : un Viêt se proclame roi au Champâ ;
- 1010–1225 : dynastie des Lý au Đại Việt ;
- 1018 : envoi par l’empereur viêt d’une ambassade en Chine pour en rapporter les textes fondamentaux du bouddhisme ;
- 1025 : début du Nam Tiên, la « marche vers le Sud » (colonisation du Champâ par le Đại Cồ Việt) ;
- 1054 : le Đại Cồ Việt prend le nom de Đại Việt ;
- 1070 : fondation à Thang Long (Hanoï) du temple de la Littérature, consacré au confucianisme ;
- 1145 : invasion du Champâ par les Khmers ;
- 1226–1400 : dynastie des Tran au Đại Việt ;
- 1374 : interdiction de parler la langue cham en pays viêt ;
- 1400–1407 : dynastie des Hô au Đại Việt, invasion du pays par la Chine des Ming ;
- 1418–1426 : guerre de libération du viêt Lê Lợi ;
- 1428–1788 : dynastie des Lê postérieurs au Đại Việt ;
- 1471 : fin du royaume du Champâ ;
- 1516 : Débarquement de marins portugais, premiers occidentaux au Viêt Nam ;
- 1527–1592 : dynastie des Mac ;
- 1600 : partage du pays en royaume du Nord et royaume du Sud ;
- 1771 : révolte des frères Tây Sơn ;
- 1788 : Quang Trung, l’un des Tây Sơn, se proclame empereur ;
- 1802 : victoire de Gia Long contre les Tây Sơn, début de la dynastie des Nguyễn ;
- 1858 : débarquement des Français à Da Nang ;
- 1865 : fondation de la colonie française de la Cochinchine ;
- 1884 : protectorats français sur le Tonkin et l'Annam ;
- 1930 : fondation du Parti communiste indochinois ;
- 1937 : révolte dite du Dieu-python, dont le prophète est Sam Bram ;
- 1940 : invasion de l'Indochine par l'empire du Japon, puis occupation avec l’accord des autorités de Vichy ;
- 1941 : fondation du Việt Minh ;
- mars 1945 : coup de force japonais contre les Français, proclamation de l'indépendance de l'empire du Viêt Nam ;
- août 1945 : révolution d'Août, reddition japonaise et abdication de l’empereur Bảo Đại ;
- 2 septembre 1945 : proclamation par Hô Chi Minh de l’indépendance de la république démocratique du Viêt Nam (RDVN) ;
- 1946–1954 : Guerre d'Indochine ;
- 1949 : création de l’État du Viêt Nam au Sud par l’administration française, avec pour chef d’État Bảo Đại et premier ministre Ngô Đình Diệm ;
- 7 mai 1954 : défaite française de Diên Biên Phu ;
- 20 juillet 1954 : signature des accords de Genève. Partition du pays au niveau du 17e parallèle avec au Nord, un État communiste, la république démocratique du Viêt Nam (RDVN ou Nord-Viêt Nam), régime communiste fondé par Hô Chi Minh en 1945 et, au Sud, l’État du Viêt Nam, avec pour chef d’État Bảo Đại et premier ministre Ngô Đình Diệm ;
- 18 octobre 1955 : depuis la Côte d'Azur, Bảo Đại décrète la destitution de Diệm ; ce dernier n'y prête aucune attention.
- 23 octobre 1955 : le colonel américain Edward Lansdale, chef de la mission de la CIA à Saïgon et Diệm organise un référendum truqué qui décide de la destitution de Bảo Đại. Ngô Đình Diệm proclame la république du Viêt Nam (RVN ou Sud-Viêt Nam), régime nationaliste, dont il devient le président ;
- 1956 : refus par le président de la république du Viêt Nam, Ngô Đình Diệm, d’organiser des élections ; arrivée des premiers conseillers militaires américains ; réactivation des réseaux Việt Minh au Sud ;
- 1959–1975 : guerre du Viêt Nam ;
- janvier-février 1968 : offensive du Têt ;
- 2 mars 1973 : signature des Accords de Paris : Richard Nixon retire la majorité de ses troupes ;
- 30 avril 1975 : défaite du Sud, victoire du Nord et du Front national de libération du Sud Viêt Nam, fin de la guerre du Viêt Nam ;
- 2 juillet 1976 : réunification officielle en une république socialiste du Viêt Nam avec Hanoï pour capitale ; dans le même temps, Saïgon devient Hô Chi Minh-Ville ;
- 20 septembre 1977 : admission du Viêt Nam à l’Organisation des Nations unies (ONU) ;
- juin 1978 : admission au Comecon (Conseil d'assistance économique mutuelle) ;
- 1979 : le Viêt Nam met fin au régime des Khmers rouges. Occupation du Cambodge ;
- février-mars 1979 : conflit de la frontière sino-vietnamienne ;
- 23 juillet 1980 : premier cosmonaute vietnamien lancé dans l’espace Phạm Tuân ;
- 1986 : début de la politique d’ouverture économique du Viêt Nam (« Dôi moi ») ;
- Septembre 1989 : les troupes vietnamiennes quittent définitivement le Cambodge ;
- 4 février 1994 : levée de l’embargo américain sur le Viêt Nam ;
- 28 juillet 1995 : admission du Viêt Nam à l’Association des Nations de l’Asie du Sud-Est ASEAN ;
- 11 janvier 2007 : accession du Viêt Nam à l’Organisation mondiale du commerce (OMC) ;
- 16 octobre 2007 : élection du Viêt Nam au poste de membre non permanent du Conseil de sécurité des Nations unies ;
- 18 avril 2008 : lancement du premier satellite commandité par le Viêt Nam VINASAT-1.